# Гутьеррес, Педро Хуан
Педро Хуан Гутье́ррес (исп. Pedro Juan Gutiérrez, 27 января 1950, Матансас) — кубинский писатель
, художник, журналист.

## Биография и творчество
Сменил множество профессий. Дебютировал как поэт-экспериментатор, однако преобладающая часть написанного Гутьерресом — романы на современном кубинском, точнее, гаванском материале. Публикуется, за исключением стихов, почти исключительно за рубежом, по преимуществу в Барселоне и, как правило, не переиздаётся на Кубе. Его книги автобиографичны (герой многих из них носит имя автора) и, вместе с тем, близки к документальной прозе, в нескольких случаях (Змеиная нора, 2006, и др.) построены на криминальном материале. Зарубежная критика сближает их с так называемым «грязным реализмом», прозой Генри Миллера или Чарльза Буковского. Наиболее широкую известность приобрела его романная «Грязная трилогия о Гаване» (1998).
Последние 20 лет живёт в столичном квартале Centro Habana — коммерческом центре города с наиболее высокой плотностью населения, включая многочисленных выходцев из Китая (Чайнатаун).

## Произведения
- La realidad rugiendo: poesia graficada, графическая поэзия (Пинар-дель-Рио, 1987)
- Poesía, стихотворения (Пинар-дель-Рио, 1988)
- Trilogía sucia de La Habana, романная трилогия (Барселона, 1998):
  - Anclado en tierra de nadie
  - Nada que hacer
  - Sabor a mí
- El Rey de La Habana, роман (Барселона, 1999)
- Animal tropical, роман (Барселона, 2000)
- Melancolía de los leones, новеллы (Гавана, 2000)
- El insaciable hombre araña, роман (Барселона, 2002)
- Carne de perro, роман (Барселона, 2003)
- Nuestro Graham Greene en La Habana, роман (Барселона, 2004; Гавана, 2006)
- El nido de la serpiente: memorias del hijo del heladero, роман (Барселона, 2006)
- Corazón mestizo: el delirio de Cuba, путевые записки о Кубе (Барселона, 2007)
- Morir en París, стихотворения (Мадрид, 2008)
- Lulú la perdida y otros poemas de John Snake, стихотворения (Матансас, 2008)

## Признание
Книги Гутьерреса пользуются огромной читательской популярностью, переведены на большинство европейских языков и не раз переиздавались в различных странах, начиная с Испании. Ему присуждены премии в Испании, Италии, но не на Кубе.